# Saint-Denis (Aude)
Saint-Denis (okzitanisch Sant Denís) ist eine französische Gemeinde mit 511 Einwohnern (Stand 1. Januar 2022) im Département Aude in der Region Okzitanien. Sie gehört zum Arrondissement Carcassonne und zum Kanton La Malepère à la Montagne Noire.

## Nachbargemeinden
Nachbargemeinden von Saint-Denis sind Lacombe im Nordosten, Brousses-et-Villaret im Südosten, Montolieu im Südwesten und Saissac im Nordwesten.

## Bevölkerungsentwicklung
| Jahr      | 1962 | 1968 | 1975 | 1982 | 1990 | 1999 | 2013 |
| Einwohner | 339  | 292  | 276  | 277  | 313  | 389  | 521  |

## Persönlichkeiten
- Eugène Poubelle (1831–1907), Präfekt u. a. des Départements Seine, besaß einen Bauernhof in Saint-Denis